# الکل پیرکل
الکل پیرکل (به انگلیسی: Pirkle's alcohol) یک جامد کریستالی سفید رنگ است که در دمای اتاق پایدار است بشرطی که در برابر نور و اکسیژن محافظت شود. این مولکول کایرال معمولاً به شکل غیر راسمیک، به عنوان واکنشگر جابجایی کایرال در طیف‌سنجی رزونانس مغناطیسی هسته ای استفاده می‌شود تا به‌طور همزمان پیکربندی مطلق و خلوص انانتیومری سایر مولکول‌های کایرال را تعیین کند. نام این مولکول برگرفته از نام ویلیام اچ. پیرکل، استاد شیمی در دانشگاه ایلینوی است. گروه علمی وی نخستین بار این ماده را سنتز کرده و کاربرد آن را به عنوان واکنشگر جابجایی کایرال گزارش کرد.

## همچنین ببینید
- اسید موشر